# Nymphidium acherois
Nymphidium acherois är en fjärilsart som beskrevs av Jean Baptiste Boisduval 1836. Nymphidium acherois ingår i släktet Nymphidium och familjen Riodinidae. Inga underarter finns listade i Catalogue of Life.